# Ковыльное (Луганская область)
Ковыльное (укр. Ковильне) — посёлок, относится к Антрацитовскому району Луганской области Украины. Под контролем самопровозглашённой Луганской Народной Республики.

## География
Соседние населённые пункты: с запада примыкает посёлок Степовое и ещё дальше на север и запад — город Петровское, на севере — посёлок Штеровка, на востоке — посёлок Малониколаевка и село Захидное, на юге — посёлок Ивановка.

## Население
Население по переписи 2001 года составляло 66 человек.

## Общие сведения
Почтовый индекс — 94546. Телефонный код — 6431. Занимает площадь 0,15 км². Код КОАТУУ — 4420355603.

## Местный совет
94643, Луганская обл., Антрацитовский р-н, пгт. Ивановка, ул. Октябрьская, 23